# Портрет Александра Никитича Сеславина
«Портрет Александра Никитича Сеславина» — картина Джорджа Доу и его мастерской, из Военной галереи Зимнего дворца.
Картина представляет собой погрудный портрет генерал-майора Александра Никитича Сеславина из состава Военной галереи Зимнего дворца.
С начала Отечественной войны 1812 года капитан Сеславин числился в гвардейской конной артиллерии и состоял адъютантом М. Б. Барклая де Толли, отличился в Бородинском сражении, после чего командовал отдельным партизанским отрядом. В конце октября произведён в полковники и назначен командиром Сумского гусарского полка, позже получил звание флигель-адъютанта. Во время Заграничных походов 1813 и 1814 годов был во множестве сражений, в 1813 году произведён в генерал-майоры.
Изображён в генеральском доломане Сумского гусарского полка, введённом в 1809 году, на плечо наброшен ментик. Через плечо перекинута Анненская лента с лядуночной перевязью под ней. Рукой придерживает кивер. Слева на груди звезда ордена Св. Анны 1-й степени; на шее кресты прусского ордена Красного орла 2-й степени и ордена Св. Владимира 3-й степени; справа на груди кресты ордена Св. Георгия 4-го класса и австрийского Военного ордена Марии Терезии 3-й степени, ниже их крест ордена Св. Иоанна Иерусалимского и серебряная медаль «В память Отечественной войны 1812 года» на Андреевской ленте, правее из-под Анненской ленты видна шитая звезда ордена Св. Иоанна Иерусалимского. Слева на фоне выше плеча подпись художника и дата: painted from Nature G. DAWE RA 1823. Подпись на раме: А. Н. Сеславинъ, Генералъ Маiоръ. По неизвестной причине портрет остался несколько незаконченным: слабо прописаны ленты шейного креста ордена Красного орла и нагрудного креста ордена Марии Терезии, шитьё на обшлаге и сам рукав обозначены весьма условно и сквозь них просвечивает грудь с Анненской лентой.
7 августа 1820 года Комитетом Главного штаба по аттестации Сеславин был включён в список «генералов, заслуживающих быть написанными в галерею». Гонорар Доу был выплачен 13 марта 1823 года. Портрет поступил в Эрмитаж 7 сентября 1825 года.